# Allee Willis
Allee Willis wł. Alta Sherral Willis (ur. 10 listopada 1947 w Detroit, zm. 24 grudnia 2019 w Los Angeles) – amerykańska autorka tekstów piosenek i kompozytorka. 
Nominowana do nagrody Emmy za utwór „I'll Be There For You”, który został wykorzystany jako motyw przewodni do serialu Przyjaciele, i zdobyła dwie nagrody Grammy za podkład muzyczny do Beverly Hills. Willis była także współautorem hitów, takich jak „September” i „Boogie Wonderland” z zespołem Earth, Wind & Fire. Została wprowadzona do Galerii Sław w 2018 roku.

## Życiorys
Jako autorka tekstów Allee Willis była znana ze współpracy z zespołem Earth, Wind & Fire. Jest współautorką dla nich hitów, takich jak „September”, „Boogie Wonderland” i „In the Stone”. Willis skomponowała również hity dla kilku innych artystów, w tym „Neutron Dance” zespołu The Pointer Sisters, „What Have I Done to Deserve This?” Pet Shop Boys z udziałem Dusty Springfield i „I'll Be There for You” The Rembrandts. „I'll Be There for You” został wykorzystany jako motyw przewodni serialu Przyjaciele i stała się jedną z największych telewizyjnych piosenek wszech czasów. Willis żartobliwie nazwała tę piosenkę „najbielszą piosenką, jaką kiedykolwiek napisałam”. W 1995 roku Willis była nominowana do nagrody Emmy za „Będę tam dla ciebie”. Była także współautorką nominowanego do Tony’ego i Grammy musicalu na Broadwayu The Color Purple. Od 2018 roku główny film oparty na musicalu jest na wczesnym etapie rozwoju, produkowany przez Stevena Spielberga, Oprah Winfrey, Quincy Jonesa i Scotta Sandersa.
28 września 2017 roku Willis zaprezentowała w The Detroit Institute of Arts pasjonujący projekt, który napisała, nagrała i wyprodukowała dla swojego rodzinnego miasta Detroit.
Willis zmarła w Los Angeles 24 grudnia 2019 roku w wieku 72 lat. Przyczyną śmierci było zatrzymanie akcji serca.